# Bidonville - Fiera del Baratto e dell'Usato
Bidonville - Fiera del Baratto e dell'Usato è considerata la fiera dell'usato più grande d'Italia. Esordisce nel 1997 a Napoli, ed in ogni sua edizione ha circa 2000 espositori e un’affluenza media di 20.000 visitatori. La Fiera si tiene due volte l’anno alla Mostra d'Oltremare, ma offre edizioni speciali anche in altri Comuni della Campania e del Sud Italia. Bidonville è gestita dall'Associazione Bidonville, fondata da Sandro Luglio e Augusto Lacala. Nella Fiera “si scova, baratta, acquista di tutto: da dischi in vinile e cd a modernariato, piccole antichità, pezzi da collezionismo, abbigliamento, libri, strumenti musicali, arredo, suppellettili”. 

## Storia
L'Associazione Bidonville muove i primi passi a Napoli nel 1993 affittando un locale a via Sedile di Porto, vicino alla facoltà di architettura. I soci applicano un'innovativa formula di baratto: chi avesse portato due vestiti, due CD o due libri, avrebbe avuto diritto a riceverne uno in cambio. L’iniziativa ebbe subito un grande successo, soprattutto tra universitari e giovani mamme. La storia di questo primo periodo è raccontata nel libro "Il Salto della Pulce" (Ed. Altreconomia, 2015) .
“Vicini come sede all’Università “scrive il Corriere descrivendo quel periodo “hanno iniziato il baratto coinvolgendo i ben contenti studenti. Poi non avevano più spazio per contenere tutta la merce di scambio che confluiva nei loro locali. E si sono inventati la fiera, che è decollata subito, oramai a livello internazionale”. 
Nel primo anno si iscrissero 7.000 soci che versavano una piccola quota annuale, Quando il flusso di cose usate iniziò a essere eccessivo per lo spazio che avevano a disposizione, e considerando che i soci premevano per estendere lo scambio anche a oggettistica, mobili, elettrodomestici, si decise di affittare una tantum un grande spazio dove tutti i soci di Bidonville potessero incontrarsi per scambiarsi le loro cose con il baratto o mediante la vendita. Nel 1997 nacque quindi, in un padiglione della Mostra d'Oltremare, la Fiera del Baratto e dell’Usato,. La prima edizione vide la partecipazione di 50 espositori e qualche migliaio di avventori, alla quinta edizione i soci espositori erano circa 2.000.